# قره‌بولاق، قزاقستان
قره‌بولاق، قزاقستان (به لاتین: Karabulak, Kazakhstan}} یک زیستگاه انسانی در قزاقستان است که در شهرستان اسکلدی واقع شده‌است.

## خصوصیات
قره‌بولاق  ۱۶٬۰۳۷ نفر جمعیت دارد.